# Irina Nazarova
Irina Viktorovna Nazarova (russo: Ирина Викторовна Назарова ; Kaliningrado, 31 de julho de 1957) é uma ex-velocista e campeã olímpica soviética.
Corredora dos 400 m rasos, em Moscou 1980 tornou-se campeã olímpica integrando o revezamento 4x400 m junto com Tatyana Prorochenko, Tatyana Goyshchik e Nina Zyuskova.